# 700

## Nașteri
- dată necunoscută: Papa Grigore al III-lea preot catolic sirian (d. 741)
- dată necunoscută: Papa Adrian I  (d. 795)
- dată necunoscută: Papa Paul I  (d. 767)
- dată necunoscută: Papa Eugen I  (d. 657)
- dată necunoscută: Papa Constantin papa (d. 715)
- dată necunoscută: Tiberiu al II-lea  (d. 706)
- dată necunoscută: Philippikos Bardanes  (d. 714)
- dată necunoscută: Teodosiu al III-lea împărat (d. 722)
- dată necunoscută: Anastasiu al II-lea  (d. 719)
- dată necunoscută: Samo  (d. 658)
- dată necunoscută: Virgil de Salzburg  (d. 784)
- dată necunoscută: Ardo  (d. 721)
- dată necunoscută: Alagis de Trento  (d. 689)
- dată necunoscută: Grimoald de Bavaria  (d. 725)
- dată necunoscută: Irmina de Oeren  (d. 716)
- dată necunoscută: Thrasimund al II-lea de Spoleto  (d. 745)
- dată necunoscută: Alipie Stâlpnicul  (d. ?)
- dată necunoscută: Tiberiu (asociat, sec. al VII-lea)  (d. ?)
- dată necunoscută: Romuald al II-lea de Benevento  (d. 732)
- dată necunoscută: Godescalc de Benevento  (d. 743)
- dată necunoscută: Faroald al II-lea de Spoleto  (d. 728)
- dată necunoscută: Romuald I de Benevento  (d. 677)
- dată necunoscută: Pemmo de Friuli  (d. ?)
- dată necunoscută: Theodebald de Bavaria  (d. 719)
- dată necunoscută: Tassilo al II-lea de Bavaria  (d. 719)
- dată necunoscută: Gisulf I de Benevento  (d. 706)
- dată necunoscută: Ioan al II-lea Platinus  (d. ?)
- dată necunoscută: Grimoald al II-lea de Benevento  (d. 680)
- dată necunoscută: Ansfrid de Friuli  (d. ?)
- dată necunoscută: Heden al II-lea de Turingia  (d. 719)
- dată necunoscută: Sfântul Fanurie  (d. ?)
- dată necunoscută: Vasile Onomagulos  (d. 717)
- dată necunoscută: Vasile de Neapole  (d. 666)

## Decese
- Cunincpert (Cunibert, Cunipert), rege al longobarzilor (n. ?)